# 노란 황새
《노란 황새》(Желтый аист)는 1950년 소련에서 상영되었던 애니메이션 영화로 레브 아타마노프가 감독을 맡았다. 중국의 동화를 바탕으로 만들어졌다.

## 홈 미디어 수록
- DVD '세계인의 이야기(Сказки народов мира)'에 《Братья Лю》와 《용감한 박씨(Храбрый Пак)》, 《발리두브(Валидуб)》, 《사루가시마에서 온 원숭이(Обезьяна с острова Саругасима)》와 함께 수록되었다.[3]

## 참고 서적
- 《Жёлтый Аист и Гора Солнца》. — 오블라카, 2015. — ISBN 978-5-906807-13-7.